# Klimentovo, Veliko Tărnovo
Klimentovo (în bulgară Климентово) este un sat în comuna Polski Trămbeș, regiunea Veliko Tărnovo,  Bulgaria. 

## Demografie
Componența etnică a satului Klimentovo
     Bulgari (93,79%)
     Nicio identificare (4,9%)
     Altele (1,29%)
La recensământul din 2011, populația satului Klimentovo era de 774 locuitori. Din punct de vedere etnic, majoritatea locuitorilor (93,79%) erau bulgari. Pentru 4,9% din locuitori nu este cunoscută apartenența etnică.